# Delage Type DE

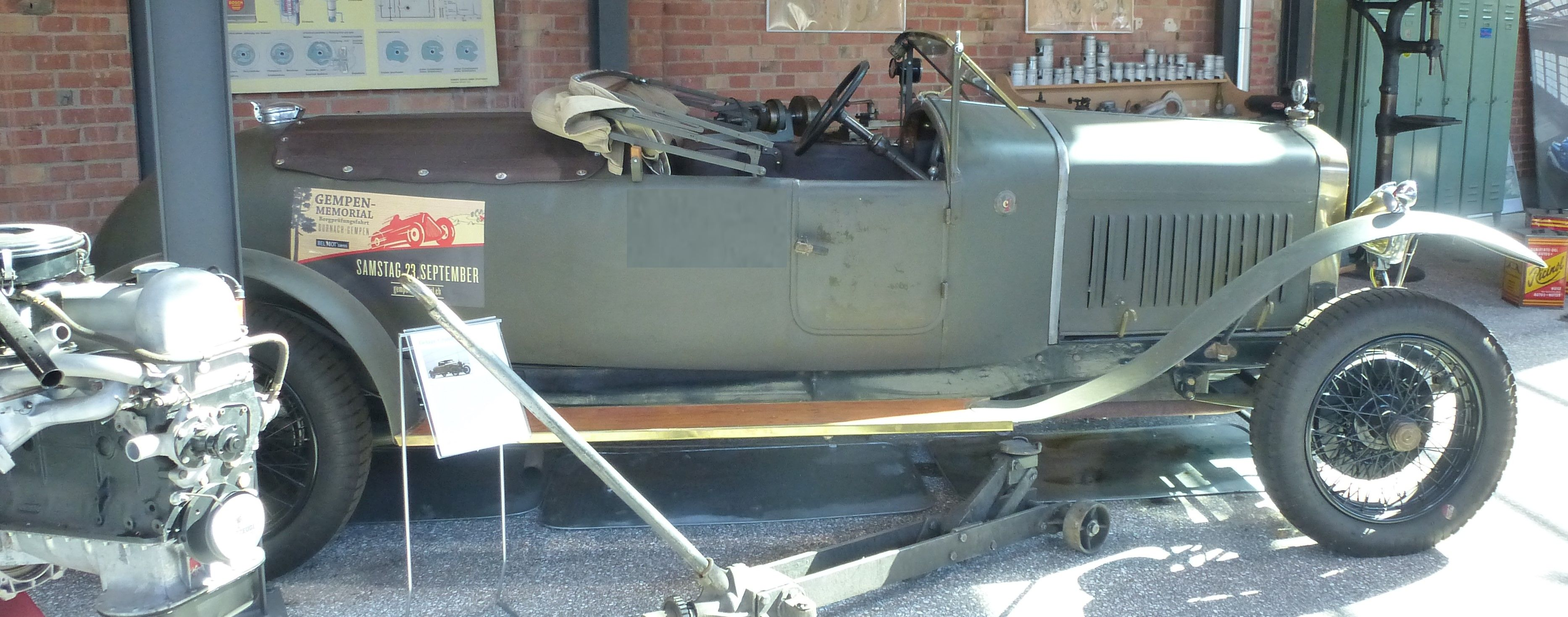
Delage Type DE als Roadster mit Notsitz

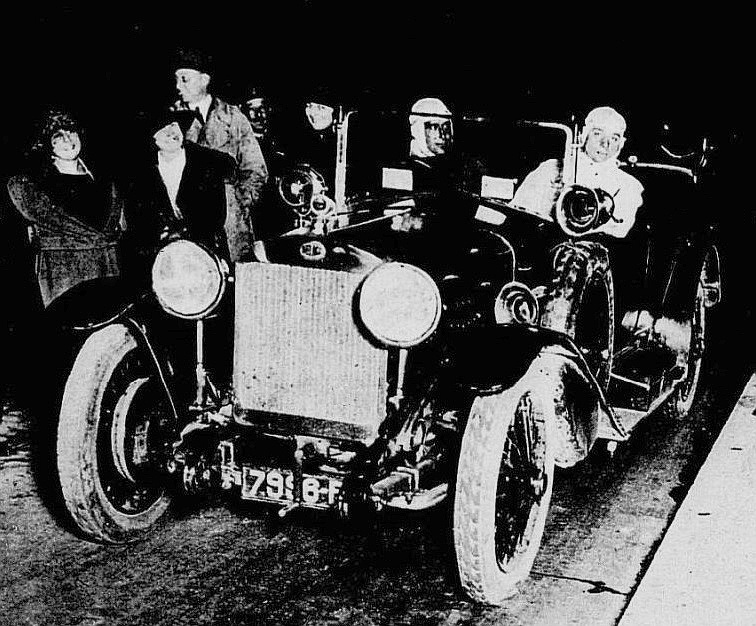
Maurice Béquet fuhr mit diesem Fahrzeug in einem Tag von Paris nach Madrid

Der Delage Type DE war ein Pkw-Modell der französischen Marke Delage.

## Beschreibung
Das Fahrzeug mit der Nummer 8138 wurde der nationalen Zulassungsbehörde vorgeführt und erhielt am 3. Oktober 1921 seine Zulassung. Delage bot das Modell von 1921 bis 1923 an. Es war das bis dahin kleinste Modell des Herstellers nach dem Ersten Weltkrieg und somit ohne direkten Vorgänger. Nachfolger wurde der Delage Type DI.
Ein Vierzylindermotor trieb die Fahrzeuge an. Er hatte 72 mm Bohrung und 130 mm Hub. Das ergab 2117 cm³ Hubraum. Der Motor war mit 11 Cheval fiscal eingestuft und leistete 32 PS. Im Vereinigten Königreich war er mit 14 RAC Horsepower eingestuft.
Das Fahrgestell hatte 1320 mm Spurweite. Der Radstand betrug 2980 mm bei der normalen Ausführung und 3180 mm bei der langen Ausführung. Eine andere Quelle gibt davon abweichend 2980 mm für den Sport, 3180 mm für die normale Version und 3430 mm für die Langversion an. Die gleiche Quelle gibt 4200 mm Länge und 1650 mm Breite an, wobei unklar bleibt, für welche Version das galt. Bekannt sind viertürige Limousinen, viersitzige Tourenwagen, Roadster sowie Brougham. Als Torpedo betrug das Leergewicht 1385 kg.

## Renneinsätze
Charles Belben und Paul Torchy setzten ein Fahrzeug beim 24-Stunden-Rennen von Le Mans 1923 ein und wurden 13.
Maurice Béquet fuhr in einem Tag von Paris nach Madrid und bewältigte die Strecke von 1380 km in 20:30 Stunden.

## Stückzahlen und überlebende Fahrzeuge
Peter Jacobs vom Delage Register of Great Britain erstellte im Oktober 2006 eine Übersicht über Produktionszahlen und die Anzahl von Fahrzeugen, die noch existieren. Seine Angaben zu den Bauzeiten weichen in einigen Fällen von den Angaben der Buchautoren ab. Für dieses Modell bestätigt er die Bauzeit von 1921 bis 1923. Von 3600 hergestellten Fahrzeugen existieren noch 63.

## Auktion
Richard Edmonds Auctions versteigerte im Juni 2016 einen viersitzigen Tourenwagen des australischen Karosseriebauunternehmens Redwood Brown für 18.000 Pfund Sterling.